# Samson Burke

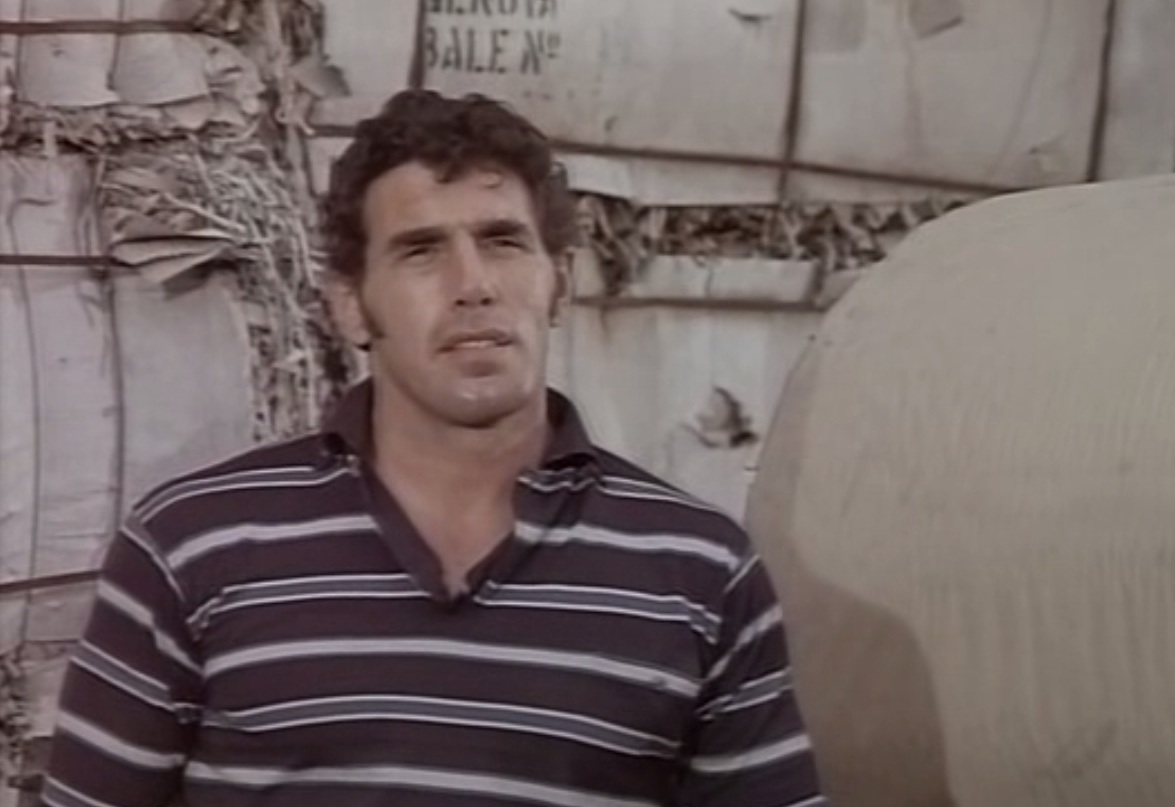
Samson Burke im Film Straziami, ma di baci saziami (1968)

Samuel „Samson“ Burke (* 6. April 1930 in Montréal) ist ein kanadischer Bodybuilder und Schauspieler.

## Leben
Burke interessierte sich früh für Sport und nahm – nach eigenen Angaben – an den Olympischen Spielen im Wettbewerb über 200 Meter Schmetterling teil, nachdem er u. a. auch die kanadische Meisterschaft im Wasserball gewonnen hatte.
Mitte der 1950er Jahre begann er mit dem Kraftsport und nahm an etlichen Wettbewerben teil. Unter anderem war er Mr. Montréal und wurde als Sam Berg Dritter der Konkurrenz Mr. Muscle Beach im Jahr 1957. Dann wandte er sich dem Wrestling zu, als Sammy Berg – Mr. Canada, und durfte gemeinsam mit seinem Bodybuilding-Kollegen Seymour Koenig die International Television Tag Team Championship erringen.
Im Jahr 1960 begann Burke (nun unter dem Namen Samson) eine kurze Filmkarriere, die zu Ende der Hochzeit des mythologischen Filmes mit dessen herkulischen Helden zu Auftritten als Ursus, Maciste und Herkules führte. Mit einer komödiantischen Note versehen, konnte er bis 1970 Filme drehen (darunter The Three Stooges Meet Hercules, 1962, und Sartana – Töten war sein täglich Brot, 1969).
Er zog sich zu Beginn der 1970er Jahre nach Hawaii zurück; bis in sein hohes Alter leitete er eine Fitness-Schule.

## Filme (Auswahl)
- 1961: Herkules, der Held von Karthago (La vendetta di Ursus)
- 1962: Haut den Herkules (The Three Stooges Meet Hercules)
- 1962: Robin Hood – Der Löwe von Sherwood (Il trionfo di Robin Hood)
- 1966: Die Nibelungen, 1. Teil: Siegfried von Xanten
- 1967: Die Nibelungen, 2. Teil: Kriemhilds Rache
- 1967: Kommissar X – Drei grüne Hunde
- 1967: Tennisschläger und Kanonen (I spy), Gastauftritt (Fernsehserie)
- 1968: Die Odyssee (L'odissea) (Fernseh-Miniserie)
- 1969: Sartana – Töten war sein täglich Brot (Sono Sartana, il vostro becchino)
- 1969: Todeskommando Panthersprung (5 per l'inferno)